# Ereburger van Europa
Ereburger van Europa is een onderscheiding die door de Europese staatshoofden en regeringsleiders in de Europese Raad wordt toegekend voor bijzondere verdienste in de totstandkoming, samenwerking en uitbreiding van de Europese Unie.
De toekenning kent geen vast tijdspad.

## Ereburgers
| Foto                   | jaar | ereburger      | achtergrond                                                                   |
| ---------------------- | ---- | -------------- | ----------------------------------------------------------------------------- |
|                        | 1976 | Jean Monnet    | Monnet wordt gerekend tot 'de vaders' van de Europese Economische Gemeenschap |
|                        | 1998 | Helmut Kohl    | Voor zijn buitengewone werk voor de Europese integratie en samenwerking       |
| Jacques_Delors_in_1993 | 2015 | Jacques Delors | Voor zijn bijzondere bijdrage aan de ontwikkeling van het Europese project    |